# Wieniamin Bałujew
Wieniamin Gieorgijewicz Bałujew (ros. Вениамин Георгиевич Балуев, ur. 6 grudnia 1927 we wsi Winogradowo w obwodzie leningradzkim, zm. 2006) – funkcjonariusz radzieckich służb specjalnych, przewodniczący KGB Białoruskiej SRR (1980–1990).
Rosjanin, 1949 ukończył w Komi Instytut Pedagogiczny, został przyjęty do WKP(b) i rozpoczął służbę w MGB ZSRR, był pełnomocnikiem KGB rejonu uchtinskiego w Komijskiej ASRR. Od 1960 do lutego 1966 zastępca przewodniczącego, a od 23 lutego 1966 do 29 września 1970 przewodniczący KGB Komijskiej ASRR, od 1971 do kwietnia 1975 szef Zarządu KGB obwodu amurskiego, od czerwca 1975 do stycznia 1980 szef Zarządu KGB obwodu nowosybirskiego, 1980 zastępca szefa Zarządu Inspektorskiego KGB ZSRR. Od 4 sierpnia 1980 do 24 listopada 1990 przewodniczący KGB Białoruskiej SRR, początkowo pułkownik, od 1976 generał major, a od 1982 generał porucznik. Od 29 stycznia 1981 członek KC KPB i Biura KC KPB, od grudnia 1990 na emeryturze. Deputowany do Rady Najwyższej ZSRR 11 kadencji.

## Odznaczenia
- Order Rewolucji Październikowej
- Order Czerwonego Sztandaru (1977)
- Order Czerwonego Sztandaru Pracy (1971)
- Order „Znak Honoru” (1966)
- Odznaka „Honorowy Funkcjonariusz Bezpieczeństwa Państwowego” (1967)

I 13 medali.